# Ferdinand Richard
 (octobre 2017).
Si vous disposez d'ouvrages ou d'articles de référence ou si vous connaissez des sites web de qualité traitant du thème abordé ici, merci de compléter l'article en donnant les références utiles à sa vérifiabilité et en les liant à la section « Notes et références ».
Hervé Richard-Cochet, né le 25 juin 1950 à Meknès (Maroc), mieux connu sous le nom de Ferdinand Richard, est un bassiste et compositeur français.
Il est l'un des membres fondateurs du groupe français Etron Fou Leloublan, fondé en 1973. Il est resté membre du groupe jusqu'à sa rupture en 1986. Il a également été membre de Gestalt et Jive (en), groupe fondé par Alfred Harth dans le milieu des années 1980. Il a également collaboré avec Fred Frith en 1989 sur le projet Dropera (1991). Ferdinand Richard a également formé son propre groupe en 1990, Ferdinand et les Philosophes. Il a aussi enregistré deux albums solo, En Forme ! (1981) et En Avant (1983).

## Biographie
Hervé Richard-Cochet, connu sous le nom de Ferdinand Richard, est né en juin 1950 à Meknès au Maroc mais a passé son enfance entre 1951 et 1964 à Saint-Malo, d'où sa famille est originaire. De 1969 à 1971, il a étudié la littérature médiévale et le Droit à Grenoble, de même que la classe de contrebasse au Conservatoire national de Région. 

### Carrière musicale
En 1971, Ferdinand Richard abandonne ses études, adopte le nom d'artiste Ferdinand Richard, joue dans plusieurs petits groupes de rock locaux, reprenant Cream, Led Zeppelin, Jimi Hendrix, etc. Il s'essaye même à l'improvisation avec le groupe anarchiste Libre Cours, et rejoint en 1973 le groupe Etron Fou Leloublan. Etrou Fou Leloublan (EFL) est un groupe de « rock non-conformiste, concoctant un mélange particulier de punk rock avant l'heure, de jazz, de chanson française, de parodie satirique, et d'une sorte d'avant-garde expérimentale »[réf. nécessaire].
La musique du groupe peut se considérer comme une « alternative viable autant au rock français qu'au free-jazz français », alors en perte de vitesse. Richard y joue de la guitare basse. Il utilise des accords, des harmoniques, du bruitisme[Quoi ?], etc. tous effets pouvant renforcer l'approche mélodique du groupe. Il accorde aussi son instrument à une tierce supérieure de manière à mieux soutenir son partenaire du saxophone alto. Plus tard, au début des années 80, il a la chance de trouver par hasard dans un dépôt-vente de New York un exemplaire d'une Fender VI, qui devient son unique instrument. Ferdinand Richard reste membre de Etron Fou Leloublan jusqu'à la dissolution du groupe en 1986. Durant cette période, le groupe enregistre six albums et donne plusieurs centaines de concerts en Europe, y inclus dans le bloc soviétique, et en Amérique du Nord.
Bien qu'étant toujours membre d’Etron Fou Leloublan, Ferdinand Richard a aussi réalisé deux albums solo, En forme ! en 1981 et En Avant! en 1983. En Avant !, sous-titré Huit chansons en huit langues a été écrit par Ferdinand Richard pour deux guitares basses (avec Christane Cohade de Les i) et un violoncelle (Tom Cora), et consiste en huit chansons chantées en anglais, vietnamien, arabe, polonais, dioula, espagnol, allemand et français. Sur En Avant Ferdinand Richard expose son intérêt pour les langues et la Culture, et a écrit et chanté sept des huit chansons (le texte allemand a été écrit et interprété sur ce disque par Urs Engeler).
En 1984, Ferdinand Richard forme avec Bruno Meillier, saxophoniste de EFL et membre du groupe Les i, le duo Bruniferd, dédié à la « poésie musicale minimaliste et cisélée »[réf. nécessaire]. Bruniferd a produit trois albums et a tourné en Europe, au Japon et au Canada. Vers 1984, il rejoint Gestalt et Jive, le groupe multinational d'improvisation créé et dirigé par le saxophoniste allemand Alfred Harth. Le groupe joue régulièrement en Europe et en Amérique du Nord pendant quatre années, durant lesquelles le groupe produit deux albums (dont un double Lp), développe une technique de « composition instantanée ». Il donne son concert d'adieu lors du sixième Festival international de Victoriaville au Québec en octobre 1988.  
Le batteur berlinois Peter Hollinger, le saxophoniste est-allemand Dietmar Diessner et Ferdinand Richard décident de créer en 1989 un trio d'improvisation Falaq. Le groupe n'a jamais publié d'enregistrement, mais a donné plusieurs douzaine de concerts en Europe et en Amérique. En 1993, le batteur/chanteur américain David Moss remplace Diessner.
En 1989, lors d'une des toutes premières résidences d'artistes commissionnées par la Ville de Marseille, Ferdinand Richard, la violoniste tchèque Iva Bittova, et le batteur tchèque Pavel Fajt créent un concept musical urbain. Le projet sera enregistré et diffusé par la radio et la télévision tchécoslovaque. Il fonde cette même année son propre groupe, Ferdinand et les Philosophes, un trio rassemblant le batteur Dominique Lentin (du groupe Les i) et le guitariste Alain Rocher (puis Laurent Luci). Les Philosophes ont joué en Europe et en Amérique du Nord (9e Festival de Victoriaville), et ont produit deux albums, Enclume (1991) et Ensableur de portugaises (1994). Ferdinand Richard collabore aussi avec le guitariste expérimental britannique Fred Frith, issu du groupe Henry Cow. Sous le nom Ferd and Fred, le duo produit l'album, Dropera.
En 1993, Ferdinand Richard conçoit et produit un album et une performance, Arminius, avec l'aide de la violoniste japonaise Takumi Fukushima (After Dinner), du violoniste allemand Helmut Bielr-Wendt (The Blech) et du bassiste Vladimir Vaclavec (Dunaj), basé sur La guerre des Gaules de l'écrivain latin Tacite. En 1995, cette musique a été reconditionnée en multi-diffusion (8 canaux) pour la pièce de Jean Jourdheuil, La bataille d'Arminius, au théâtre des Amandiers de Nanterre.
Richard transforme en 1996 Les Philosophes en Ferdinand et les Diplomates, avec le batteur marseillais Gilles Campaux et Dj Rebel. En 2007, ils produisent E-Pop pour le compte de Out-One Disc. 

### Carrière culturelle
En 1985, Ferdinand Richard fonde l'association Aide aux Musiques Innovatrices, et en juillet 1986 lance la première édition du Festival MIMI (Mouvement International des Musiques Innovatrices), festival qui se tient chaque été dans les Bouches-du-Rhône, sud de la France, dédié à toutes les innovations musicales quel que soit le style. MIMI a programmé aussi bien After Dinner, du Japon, que Iva Bittova de République Tchèque, Les Têtes Brulées du Cameroun, les 4 Guitaristes de l'Apocalypso-Bar du Québec, des groupes de Nouvelle-Zélande, de Russie, du Vanuatu, de la République Démocratique du Congo, du Moyen-Orient, etc..., mais aussi Fred Frith dans diverses formations, Ornette Coleman, Jeff Mills, Terry Riley, The Ex, The Kronos Quartet, et de nombreux groupes inconnus devenus ultérieurement célèbres.
Une fois établie à la Friche Belle-de-Mai à Marseille, dont Ferdinand Richard est un des fondateurs et directeur-associé, l' A.M.I. devient alors un "Centre National de Développement pour les Musiques Actuelles", et, en tant que plate-forme de développement urbain, initie divers ateliers de formation, des résidences d'artistes, des festivals, un incubateur de micro-entreprises culturelles, et un conséquent programme d'échanges culturels internationaux.
- 1992-2017: Membre fondateur de la Friche Belle de Mai/Marseille. Associé à la direction du lieu, sous la présidence de l'architecte Jean Nouvel, de 1996 à 2002.
- 1994-2015: Membre du FEAP (Forum Européen pour les Arts et le Patrimoine, aujourd'hui dénommé Culture Action Europe), principale plate-forme pour les réseaux culturels européens. Président de 1996 à 1999.
- 1997-2007: Membre du Conseil d'Orientation du Certificat Européen en Management Culturel, de la Fondation Marcel Hicter, Bruxelles. Président de 2001 à 2004.
- 1997-2020: Intervenant dans plusieurs instituts de formation au management culturel: Institut d'Etudes Politiques/Grenoble, Université Lyon-2, Université Senghor/Alexandrie/Egypte, UniSavoie/Chambéry, Master Européen Ecume/Dijon, Sciences Po/Bordeaux, Arsec/Lyon, Université de Fribourg/Suisse, Université Eigabigaku/Tokyo, Université de Kunming/Chine, etc...
- 1997-1998: membre du Comité de Pilotage de la Commission Nationale pour les Musiques Actuelles sous la présidence de Mme Catherine Trautmann, Ministre de la Culture.
- 1998-2005: Membre fondateur et secrétaire de "Fanfare", réseau international dédié aux émergences dans les arts urbains.
- 1998-1999: président de Medinma/Marseille, premier marché international des musiques méditerranéennes et du sud (désormais BabelMed).
- 2001-2002: Membre du Groupe d'Appui à la Mission Lextrait "Une Nouvelle Epoque de l'Action Culturelle", commissionnée par Michel Duffour, Secrétaire d'Etat à la Décentralisation Culturelle, France.
- 2002-2021: Membre de l'Observatoire des Politiques Culturelles, Grenoble/France. Membre du CA depuis 2009.
- 2004-2005: Membre fondateur et président de "Gondwana", fédération régionale pour une Biennale des Arts Africains à Marseille.
- 2005-2019: Membre du CA du Fonds Roberto Cimetta, soutien à la mobilité des artistes et opérateurs culturels entre Europe, Monde Arabe et Moyen-Orient. Président de 2009 à 2019.
- 2006-2020: Expert-Collaborateur de la Commission de l'Agenda 21 de la Culture, portée par le réseau global CGLU (Cités et Gouvernements Locaux Unis).
- 2010-2015: Premier coordinateur du panel d'experts du Fonds International pour la Diversité Culturelle de l'UNESCO
- 2012-2015: Membre du Jury d'Admission de l'Ecole de Management Kedge-Euromed/Marseille
- 2013: "Grand Témoin" participant au rapport de la Cour des Comptes sur le réseau culturel de la France à l'étranger.
- 2016-2019: "Personnalité qualifiée" représentant l'Institut du Monde Arabe/Paris à la gouvernance de l'Institut du Monde Arabe/Tourcoing, France.
- 2017 - : Membre fondateur et président de Global Grand Central, plate forme virtuelle globale pour l'archivage des narratifs et rapports des projets culturels et artistiques au niveau mondial.
- 2018 - : Expert évaluateur pour "Mobility First !", programme de mobilité de ASEF (Asia Europe Foundation) au profit des artistes et entrepreneurs artistiques entre Europe et Asie.
- 2019 - : Consultant Expert pour "Open-Up!", programme de la Fondation Drosos d"dié à faciliter l'accès des jeunes à l'économie des industries créatives (Maroc, Liban, Tunisie, Jordanie).
- 2019 - : Membre fondateur et responsable exécutif du Fonds Fanak, dédié à la mobilité des artistes et entrepreneurs culturels entre Europe, Monde Arabe et Moyen-Orient.

## Discographie

### Groupes et collaborations
Etron Fou Leloublan
- Batelages (1977, LP, Gratte-Ciel, France)
- Les Trois Fous Perdégagnent (Au pays Des...) (1978, LP, Tapioca, France)
- Fr Public aux Etats-Unis d'Amérique (1979, LP, Celluloïd Records, France)
- Les Poumons Gonflés (1982, LP, Turbo, France)
- Les Sillons de la Terre (1984, LP, Le Chant du Monde, France)
- Face Aux Éléments Déchaînés (1985, LP, RecRec Musique, Suisse)
- Classique guide de No man's Land (1987, la Compilation, le LNM 8813 C. D.)
- Compilation festival MIMI 1986 (1986, Musique Oblique)
- 43 Songs (1991, 3xCD boîte, Baillemont) – compilation
- À Prague (live) (2010, CD, Gazul)
- Réédition intégrale Etron Fou Leloublan (1991, Baillemont, 3Cds)

La Gestalt et Jive
- Nouvelle Cuisine (1985, LP, Moers Musique, Allemagne)
- Gestalt et Jive Trio (1986, 2xLP, les Œuvres de création des Dossiers, Allemagne)

Bruniferd
- Bruniferd (1986, LP, RecRec Musique, Suisse)
- Un Putch Kitch (1991, CD, SMI, France)
- Pas Sages, Secrets (1997, CD, ST, France)
- Compilation Festival MIMI 1988 (1989, IAM 2002)

Les 4 Guitaristes de l'Apocalypso-Bar
- Fin de Siècle (1989, LP, Ambiances Magnétiques, Canada)

Ferdinand et les Diplomates (Fred Frith et Ferdinand Richard)
- Dropera (1991, LP, RecRec Musique, Suisse)

Ferdinand et les Philosophes
- ... Enclume (1991, LP, RecRec Musique, Suisse)
- Ensableur de Portugaises (1994, CD, RCollaborationsecRec Musique, Suisse)

Ferdinand et les Diplomates
- E-pop (2007, Out-One Disc)

Ferdinand / Fred Frith
- Dropera (1991, RecRec)

### Solo
- En Forme!! (1981, LP, Celluloïd Enregistrements, France)
- En Avant (1983, LP, RecRec Musique, Suisse)
- Arminius (1993)

### Collaborations
- Morgan-Fischer, Miniatures (1980, Pipe rec)
- Guigou Chenevier, Arthur et les Robots (1980, Sapem)
- Fred Frith, très ému (1981, Ralph rec)
- Les Quatre Guitaristes, Fin de Siècle (1989, l'Amb.Magn)
- Mia Zabelka, Possible de fruits (1991, Extraplatte, Ex 172 C. D.)
- Compilation Hardis Brut (1992, In - Poly-Sons, IPS 0592)
- Christiane Cohade (1993,C. D.)
- Tadahiko Yokogawa, Solocism (1997, Diw-Suyn, Japon)